# Maibong
Maibong är en ort i Indien.   Den ligger i distriktet Dima Hasao District och delstaten Assam, i den östra delen av landet, 1 600 km öster om huvudstaden New Delhi. Maibong ligger 295 meter över havet och antalet invånare är 8 364.
Terrängen runt Maibong är huvudsakligen kuperad, men norrut är den platt. Runt Maibong är det ganska glesbefolkat, med 35 invånare per kvadratkilometer. Närmaste större samhälle är Hāflong, 19,4 km sydväst om Maibong. I omgivningarna runt Maibong växer i huvudsak städsegrön lövskog.